# L Brands
L Brands, Inc. (anteriormente conhecida como Limited Brands, Inc. e The Limited, Inc.) é uma varejista de moda americana sediada em Columbus, Ohio.
Suas principais marcas incluem Victoria's Secret e Bath & Body Works. A L Brands registrou 12,914 bilhões de dólares em receita em 2019 e foi listada como 248 na lista Fortune 500 das maiores empresas dos Estados Unidos em 2020, em receita.
Em fevereiro de 2020, a L Brands anunciou a venda planejada de sua divisão Victoria Secret para a Sycamore Partners, empresa de private equity. Segundo o contrato, a Sycamore Partners obteria uma participação de 55% no controle da Victoria's Secret, enquanto a L Brands manteria uma participação de 45%, deixando a Bath & Body Works se tornar o único negócio da L Brand. A venda caiu em maio de 2020, embora Wexner tenha deixado o cargo de CEO como planejado, substituído por Andrew Meslow.

## História

### Primeiros anos
Bella Cabakoff nasceu em Williamsburg, Brooklyn e mudou-se para Columbus quando criança. Aos 21 anos, ela se tornou a mais jovem compradora da rede de lojas de departamentos Lazarus. Depois de passar mais de vinte anos trabalhando para Lazarus, em 1951, ela e o marido Harry Wexner abriram uma loja de roupas femininas chamada Leslie's (em homenagem ao filho) na State Street. Esta loja tornou-se o campo de treinamento para Leslie "Les" Wexner.
Em 1963, ele emprestou cinco mil dólares de sua tia e cinco mil dólares do banco e abriu uma loja no Kingsdale Shopping Center, em Upper Arlington, Ohio. Essa loja recebeu o nome de "The Limited" porque se concentrava em roupas para mulheres mais jovens, diferentemente da loja de mercadorias em geral de seus pais. Mais tarde, em 1964, Bella e Harry fecharam a loja para se juntar ao filho em seu empreendimento.[carece de fontes?]
O conselho original consistia apenas dos três membros da família e do amigo de longa data Jim Waldron, que atuou como vice-presidente sênior. Bella Wexner atuou como secretária até sua morte em 2001, Harry como presidente (ele atuou até sua morte em 1975) e Leslie, CEO desde o início, que mais tarde sucedeu seu pai como presidente. Desde 2014, ele e sua família possuem 17% do LB. Em 1969, a Wexner abriu o capital da The Limited Brands e vendeu 47.600 ações por 7,25 dólares por ação. Em 1977, a The Limited mudou-se para sua sede principal na Morse Road, em Columbus, da qual a L Brands ainda opera hoje. Em 1982, o The Limited foi listado pela primeira vez na Bolsa de Valores de Nova Iorque.

### Aquisições
A década de 1980 iniciou uma série de aquisições. Em 1982, a marca, a loja e o catálogo da Victoria's Secret foram comprados da Roy Raymond por um milhão de dólares. Também em 1982, foram compradas 207 lojas Lane Bryant. Em 1985, a loja exclusiva Henri Bendel na Quinta Avenida, em Nova Iorque, foi comprada por dez milhões de dólares e as 798 lojas Lerner, por 297 milhões de dólares. Finalmente, em 1988, 25 lojas da Abercrombie & Fitch foram compradas por 46 milhões de dólares. Em 1996, a The Limited acabou com a propriedade da marca A&F, quando foi transformada em uma empresa de capital aberto.
A década de 1990 assistiu ao desenvolvimento inicial da Limited Too, Bath & Body Works, Structure e Victoria's Secret Beauty. Mais tarde, em 1998, várias lojas da Bath & Body Works foram convertidas em lojas da The White Barn Candle Company para iniciar uma marca de fragrâncias domésticas.
Em 2005, a Limited Brands comprou o fabricante de fragrâncias domésticas Slatkin & Company.

### Desinvestimentos
Em 3 de agosto de 2007, a Limited Brands vendeu 75% da propriedade da sua cadeia limitada para a empresa de aquisições Sun Capital Partners, Inc. Em 2010, os 25% restantes das ações também foram comprados pela Sun Capital. Stefan M. Selig, do Bank of America, esteve envolvido nesses acordos. Após a venda de sua loja homônima, a Limited Brands mudou o nome da empresa para L Brands, conforme os termos da venda. Em 7 de janeiro de 2017, a The Limited fechou todas as suas lojas nos Estados Unidos. A operação de varejo na web, thelimited.com, foi inicialmente mantida em aberto para negócios e navios em todo o país. Apesar disso, o The Limited online logo entrou em falência e descontinuou todos os serviços. No entanto, a marca foi revivida em meados de 2017 pela subsidiária da Sycamore Partners, Belk, e as mercadorias com a marca Limited estão disponíveis em seu site.
Em 20 de fevereiro de 2020, a L Brands anunciou que venderia sua divisão Victoria Secret para a Sycamore Partners, empresa de private equity. Pelo acordo, a Sycamore Partners ganharia 55% de controle na Victoria's Secret por cerca de 525 milhões de dólares. A L Brands manteria uma participação de 45%. deixando a Bath & Body Works para se tornar potencialmente o único negócio da L Brand. A L Brands também anunciou que o CEO Leslie Wexner estava deixando o cargo. Em 4 de maio de 2020, a L Brands e a Sycamore Partners anunciaram uma "rescisão mútua" do negócio e a solução de litígios relacionados.
Na reunião virtual de acionistas de 14 de maio de 2020, o fundador, CEO e presidente do conselho da L Brands, Les Wexner, deixou o cargo, o CEO da Bath & Body Works, Andrew Meslow, mudou-se para se tornar CEO da L Brands e ingressou no conselho, e três diretores deixaram o cargo. A empresa anunciou que iria avançar com uma cisão da Victoria's Secret como uma empresa independente. Anunciou também que fecharia 250 lojas Victoria Secret e cinquenta lojas Bath & Body Works.

## Marcas
Atualmente, a L Brands opera as seguintes marcas de varejo:
- Bath & Body Works
- Victoria's Secret
- Pink

### Marcas anteriores
Marcas anteriores que foram desmembradas incluem:
- Lane Bryant — vendida em 2012 para Charming Shoppes
- Abercrombie & Fitch — adquirida pela The Limited em 1988 e divulgada como NYSE: ANF em 1996
- Lerner New York — vendida, tornando-se New York & Company
- The Limited Too — Tween Brands, cindida em 1999 e agora classificada como Justice
- Galyan's — Participação majoritária vendida em 1999, ações remanescentes vendidas em 2004, incorporadas à Dick's Sporting Goods
- Structure — convertida para Express Men, marca posteriormente vendida para a Sears
- Aura Science — fundida com a Victoria's Secret Beauty
- Express — em 15 de maio de 2007, a Limited Brands vendeu uma participação de 75% na Express para a Golden Gate Capital Partners[17]
- The Limited — em 3 de agosto de 2007, a Limited Brands transferiu 75% da propriedade da sua cadeia limitada para a empresa de aquisições Sun Capital Partners Inc.; em 2010, a Sun Capital comprou as ações restantes.
- La Senza — vendido para a Regent em janeiro de 2019.

Marcas que cessaram as operações:
- Henri Bendel (fechado em janeiro de 2019)